# Jewgeni Alexejewitsch Schmagin
Jewgeni Alexejewitsch Schmagin (russisch Евгений Алексеевич Шмагин; * 30. Dezember 1949 in Ostaschkow, Oblast Kalinin) ist ein ehemaliger russischer Diplomat.

## Leben
1972 beendete Schmagin sein Studium an der Fakultät für internationale Wirtschaftsbeziehungen des Staatlichen Moskauer Instituts für internationale Beziehungen. Anschließend trat er in den Staatsdienst beim Ministerium für Auswärtige Angelegenheiten der UdSSR ein. Er wurde, unter anderem als Kulturattaché, an die Vertretung der UdSSR in West-Berlin und von 1980 bis 1986 an die Botschaft der UdSSR in der Bundesrepublik Deutschland in Bonn entsandt. Eine Freundschaft verband ihn in dieser Zeit mit der Grünen-Politikerin und Friedensaktivistin Petra Kelly. Eine weitere diplomatische Station führte Schmagin an die Botschaft der UdSSR in Wien; schließlich war er bis 1996 in der russischen Staatsduma tätig. Anschließend fungierte Schmagin mit Unterbrechungen bis 2010 als stellvertretender Direktor in den Abteilungen für Personalfragen, für kulturelle Beziehungen und UNESCO-Angelegenheiten sowie für außenpolitische Planung des Ministeriums für Auswärtige Angelegenheiten der Russischen Föderation. Von 1997 bis 1999 war er Leiter der Außenstelle der russischen Botschaft in Berlin, von 2002 bis 2006 russischer Botschafter in Kirgistan. Seit 2005 hat er den diplomatischen Rang eines  „Außerordentlichen und Bevollmächtigten Botschafters“ inne. Ab dem 22. Juni 2010 war Schmagin russischer Generalkonsul in Bonn und trat in dieser Funktion im Frühjahr 2015 in den Ruhestand.
Schmagin ist verheiratet mit einer Biologielehrerin und hat eine Tochter und einen Sohn.